# Vigneti di Stoccarda
I vigneti di Stoccarda si estendono per 423 ettari, più del 2% della superficie cittadina. Stoccarda, la capitale dello Stato federato del Baden-Württemberg, si trova nei pressi del fiume Neckar, area favorevole dal punto di vista climatico, e si classifica come una delle maggiori città vinicole della Germania. 16 dei 23 distretti si occupano di viticoltura, per circa 500 stabilimenti è una semplice attività secondaria. Secondo i dati del 2007 le aziende agricole gestivano 358 ettari. La "superficie coltivata" si divide in 18 vigneti, tutti appartenenti al distretto Weinsteige. In gran parte vengono coltivate zone a forte pendenza. Il 71% della produzione è rappresentato da vino rosso (295 ettari su un totale di 415 coltivati a vigneti). 

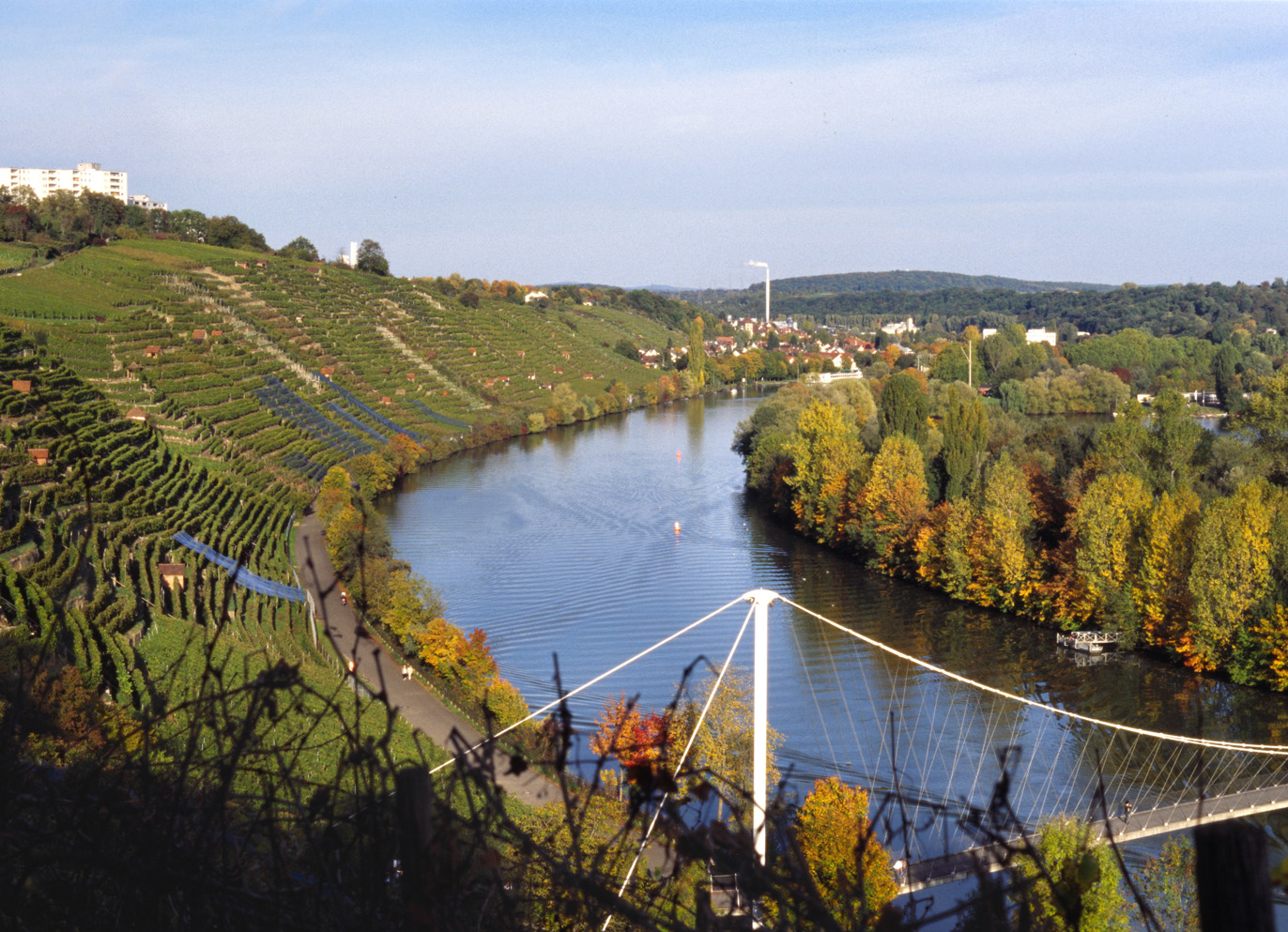
Zuckerle

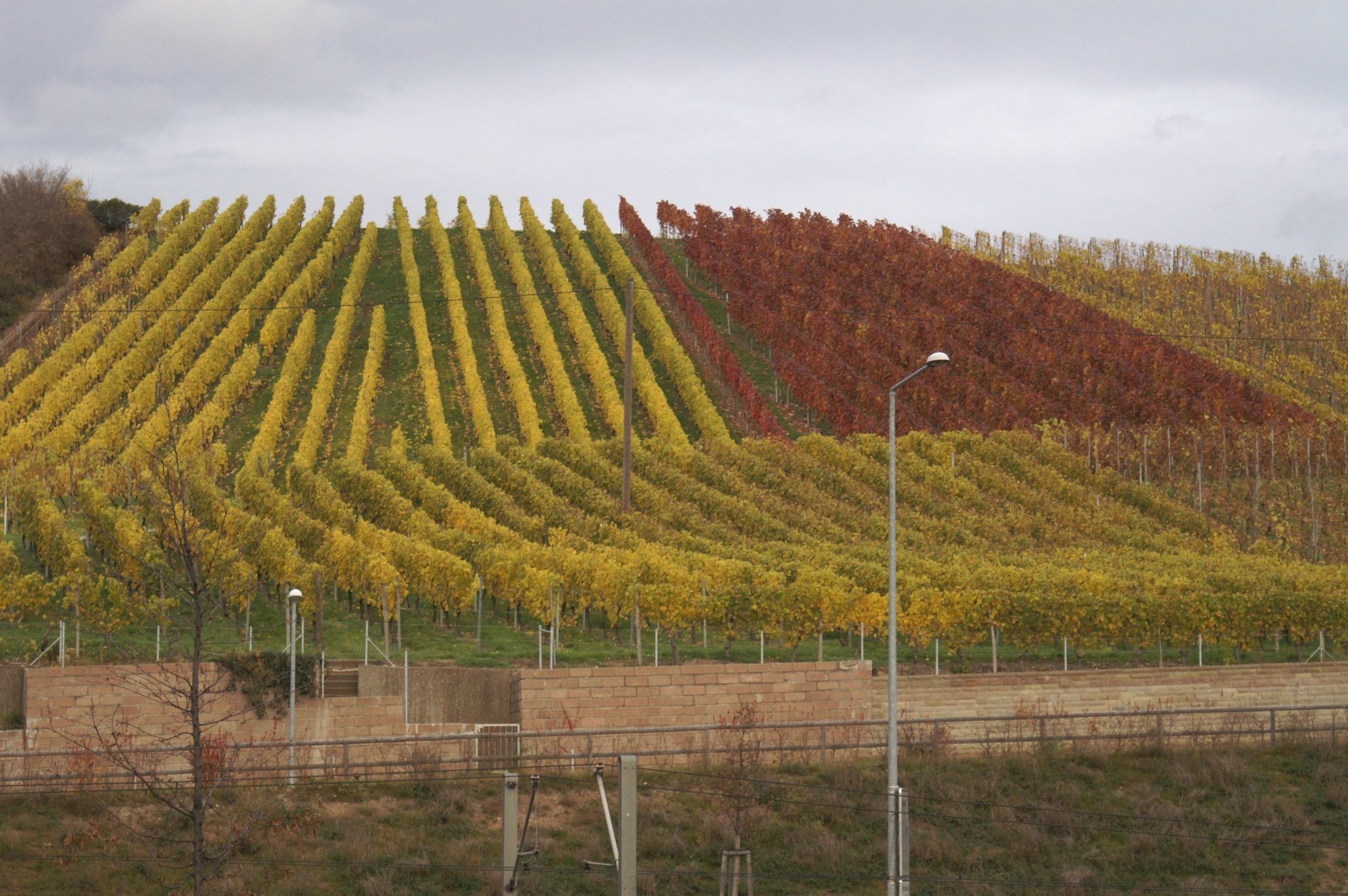
Wengert am Pragsattel

## Clima e Geologia
L'intera zona di produzione del Württemberg si trova in una zona di transizione tra il clima atlantico e quello continentale. Il dolce scorrere del fiume è un vantaggio per la valle del Neckar. Stoccarda, delimitando la Foresta Nera a nord, è uno dei luoghi della Germania maggiormente esposto al sole. Con un ciclo vegetativo che dura circa 230-240 giorni (con una temperatura media sopra ai 5 °C), il verde della città gode del più lungo periodo di crescita di tutta la regione. Le tempeste di grandine costituiscono un alto pericolo per la viticoltura, per evitarle si ricorre all’inseminazione delle nuvole.
Geologicamente, i vigneti sono prevalentemente costituiti dal Keuper. Solamente nella parte nord-est del paese (Bad Cannstatt, Mühlhausen) prevale il calcare conchilifero. Il sottosuolo è costituito da marna e da terreno sabbioso e argilloso. Per questo motivo le viti devono far penetrare le loro radici nello strato roccioso. 

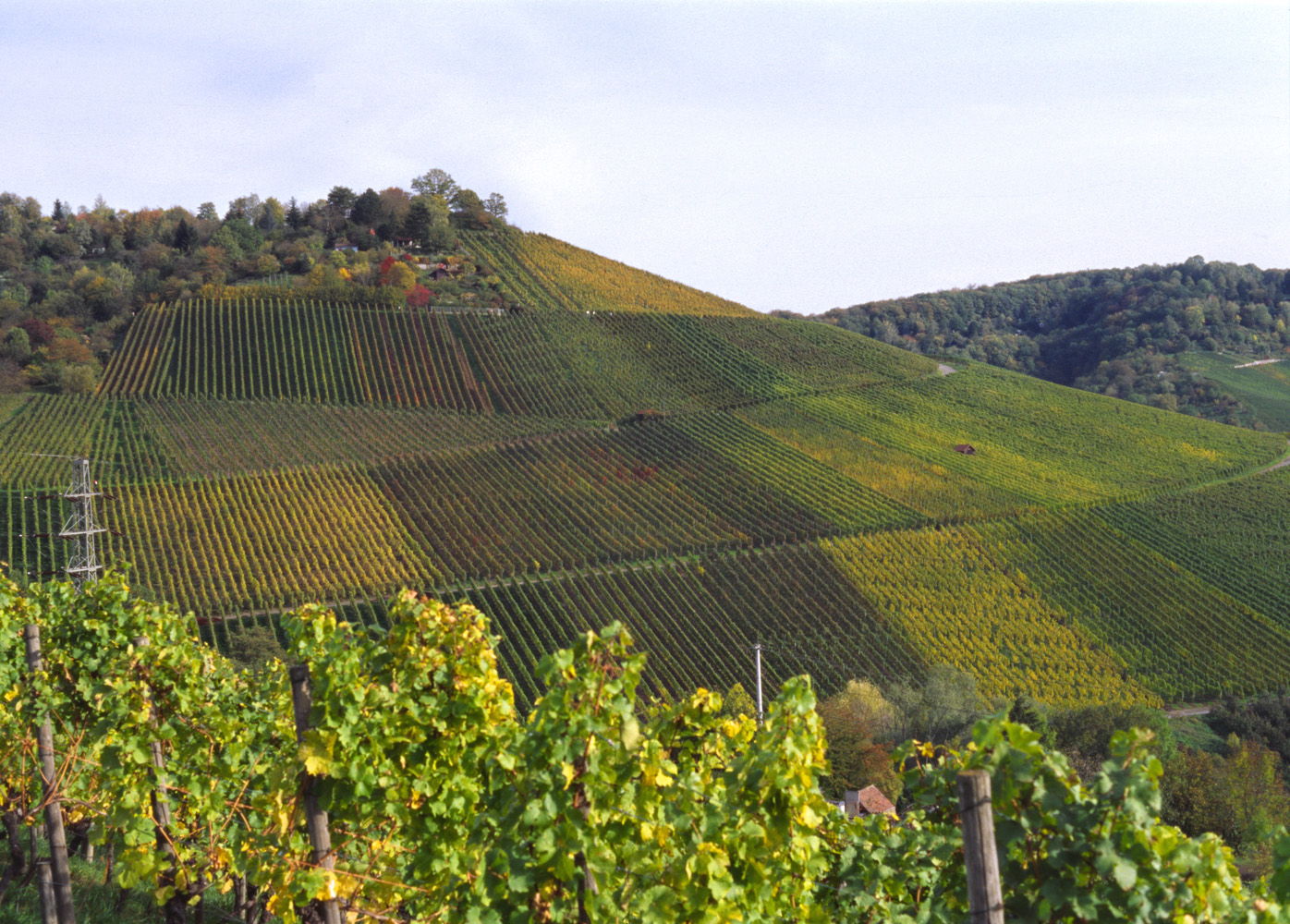
Uhlbacher Götzenberg

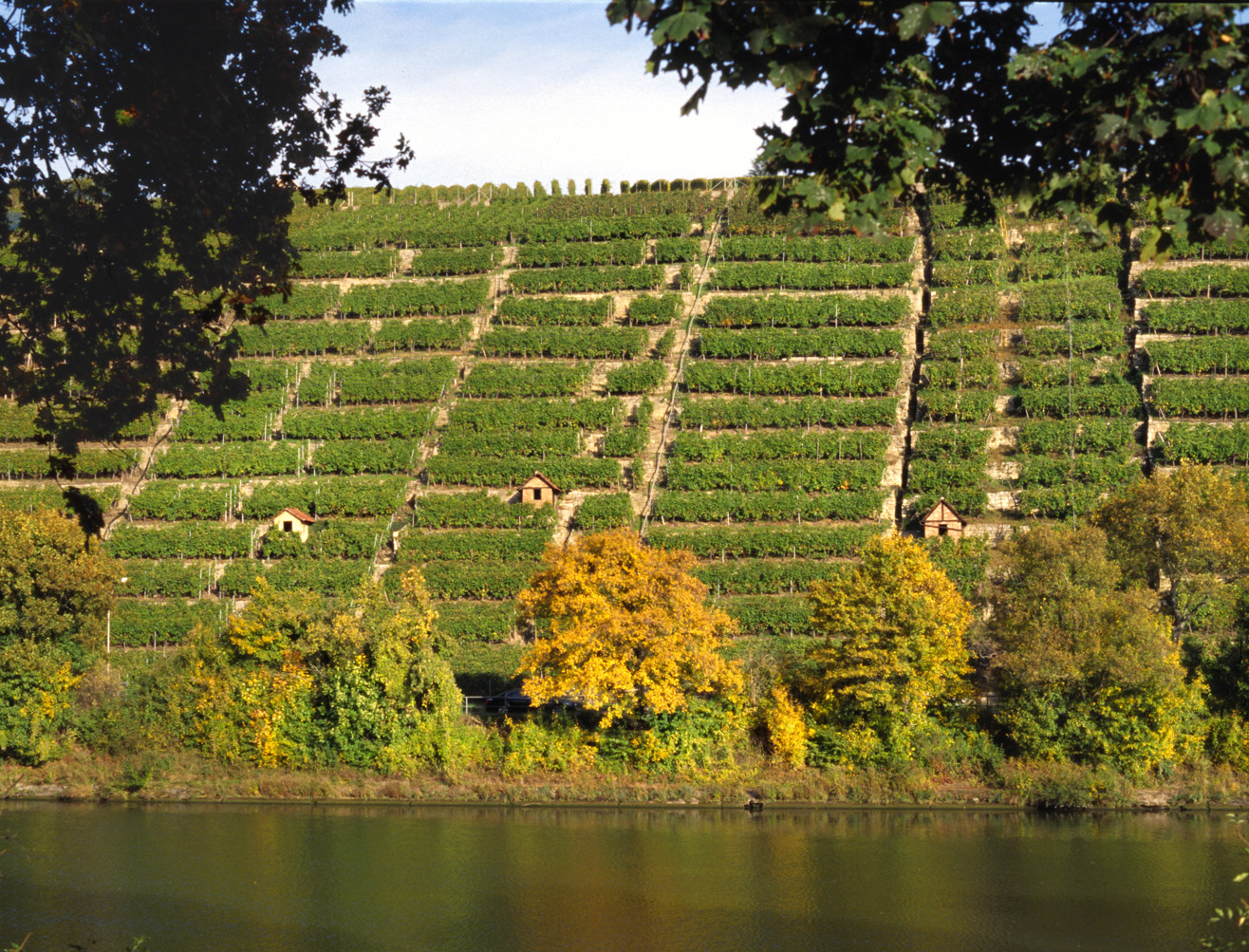
Cannstatter Zuckerle

## Vigneti
I vigneti di Stoccarda, insieme a quelli della città di Esslingen sul Neckar e a una parte di quelli del comune di Fellbach, fanno parte del distretto “Weinsteige”. 
Le città di Hedelfingen, Obertürkheim, Untertürkheim, Uhlbach e Rotenberg, che si trovano sul Neckar, insieme costituiscono una delle più grandi superfici coltivate a vigneti. Questi vigneti, in continuo aumento, nel contesto della ricomposizione fondiaria sono stati trasformati in grossi terrazzamenti e si sono sviluppati parallelamente al pendio e lungo strade rurali. I vigneti più scoscesi di Stoccarda (Cannstatter Zuckerle, Degerlocher Scharrenberg e il Rohracker situato nel Lenzenberg) invece continuano a occupare gli stessi terrazzamenti. 
Per via del clima molto favorevole alcuni vigneti di Stoccarda sono tra i migliori del Württemberg. Insieme al vino Stuttgarter Mönchhalde anche quelli di Untertürkheim (Herzogenberg, Mönchberg und Schlossberg), di Uhlbach (Uhlbacher Götzenberg) e il Cannstatter Zuckerle e il Cannstatter Halde godono di un’ottima reputazione. 

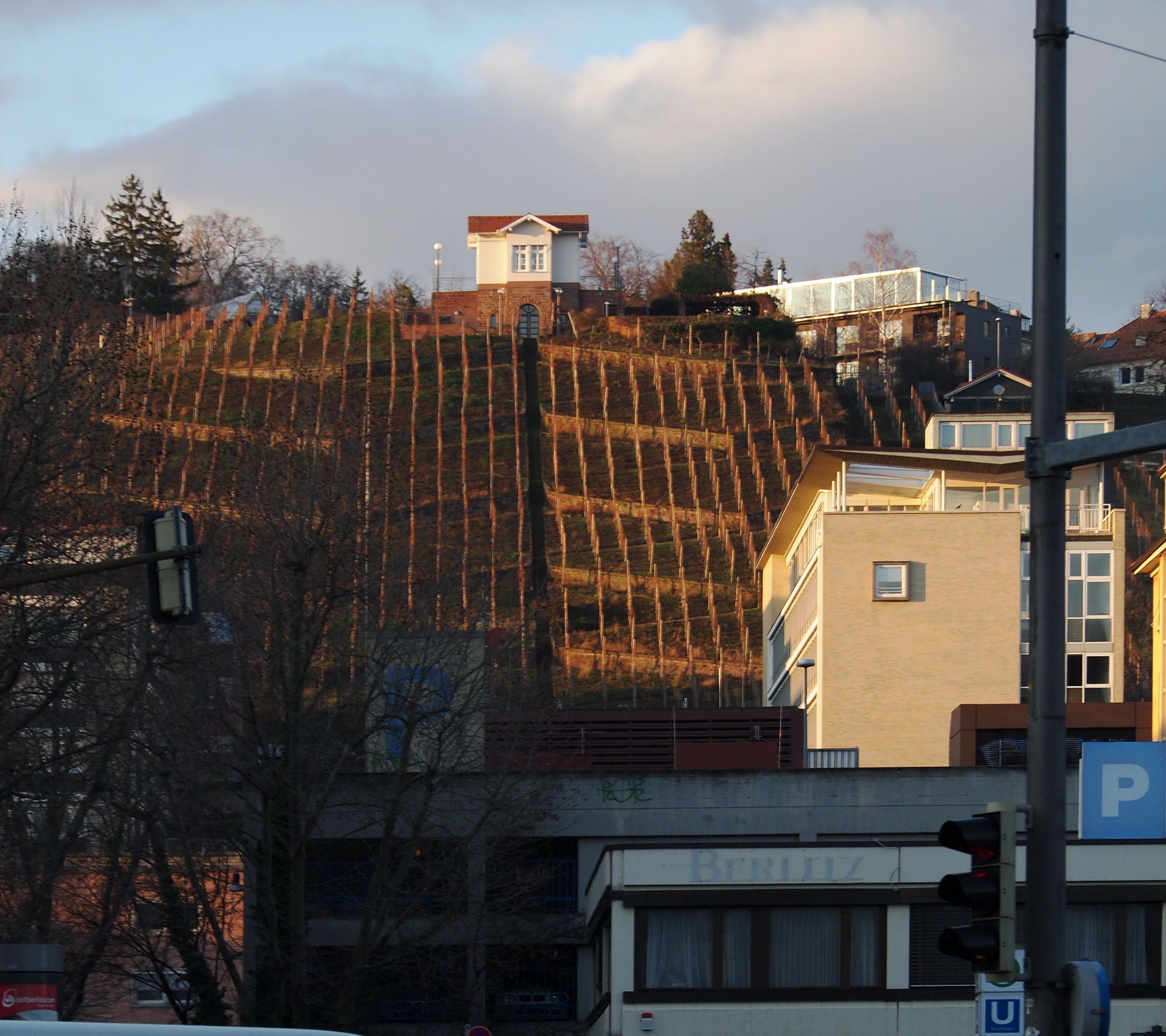
Kriegsberg

Kriegsberg, situato a pochi metri dalla stazione centrale e gestito dalla Camera del commercio e dal Landesbausparkasse di Stoccarda, e il Hohenheimer Schlossberg, che alla facoltà agraria dell’Università di Hohenheim serve come azienda agricola sperimentale, costituiscono una vera rarità. Una parte del territorio di Fellbach che oggi viene impiegata per la produzione del vino Untertürkheimer Gips una volta era una cava di gesso, le cui pareti erano state sfruttate al massimo per poi essere coltivate.

## Produttori

### Cooperative
| Cooperativa       | Anno fondazione | Membri | Superficie coltivata (ettari) |
| ----------------- | --------------- | ------ | ----------------------------- |
| Bad Cannstatt     | 1923            | 70     | 45                            |
| Hedelfingen       | 1955            | 40     | 11,5                          |
| Rotenberg-Uhlbach | 1936 / 1906     | 214    | 120                           |
| Rohracker         | 1919            | 37     | 8                             |
| Untertürkheim     | 1887            | 91     | 95                            |

La maggior parte dei vini di Stoccarda viene prodotta dalle 5 cantine sociali. Tra i loro membri vi sono anche quei vinicoltori che producono vini come attività secondaria. La produzione è destinata principalmente al mercato locale, ragion per cui prevale il tradizionale Trollinger. Nonostante una riduzione della domanda, le più grandi cooperative hanno lanciato nuovi prodotti. 
Le varietà internazionali di viti e la moderna produzione nelle cantine, compresa la maturazione nelle botti, fanno parte del repertorio. Al primo posto tra le cantine si trova l'azienda agricola Untertürkheim, una cooperativa che dal 2001 è riconosciuta come azienda vitivinicola. Il direttore Jürgen Off è stato eletto "Amministratore dell'anno" con l'assegnazione del terzo grappolo, come risulta sulla guida gastronomica Gault Millau. Nel 2009 l'azienda vitivinicola Untertürkheim ha fatto il suo ingresso nella Camera Alta del Württemberg. 
Nel 2007 le cooperative di viticoltori di Uhlbach e Rotenberg si sono associate nel Collegium Wirtemberg. I loro vini vengono prodotti in torchi ai confini della città di Untertürkheim.

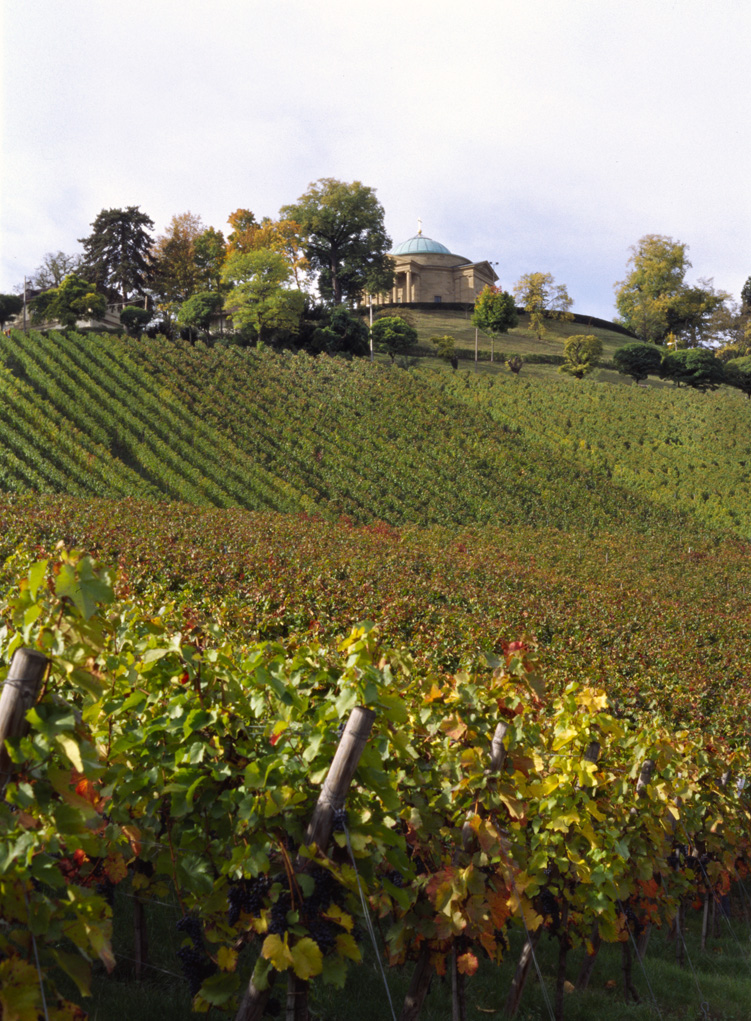
Untertürkheimer Altenberg

### Viticoltori privati
La maggior parte dei viticoltori privati di Stoccarda produce solo piccole quantità che vengono vendute o alle enoteche affiliate o alle osterie locali. Soltanto pochi godono di una notorietà sovraregionale. 4 vigneti sono membri del Verband Deutscher Prädikats- und Qualitätsweingüter (VDP):
- Il vigneto Aldinger, situato nella città di Fellbach, coltiva 23 ettari in tutto. Il 24% è rappresentato dal Riesling, il 19% dal Trollinger, solo il 12% dal vino rosso di Borgogna e dal Lemberger, il resto dal Sauvignon, Pinot bianco, Cabernet e Merlot.
- Il vigneto Wöhrwag dell’Untertürkheim appartiene all’Untertürkheimer Herzogenberg (15 ettari) di proprietà esclusiva. Su circa 18,5 ettari vengono coltivati per il 35% Riesling, per il 20% il Trollinger e per solo il 10% il Lemberger e il Merlot, il resto è coltivato a Pinot grigio e bianco, Sauvignon, Moscato, Pinot e Cabernet.
- Il vigneto Herzog von Württemberg, situato a Ludwigsburg, occupa 7,5 ettari nel comune di Mönchberg, situato sulla collina Württemberg. Vengono coltivati il Lemberger e il Pinot.
- Il vigneto Rainer Schnaitmann, situato a Fellbach, non gestisce soltanto i vigneti di Fellbach ma anche piccole superfici nella città di Götzenberg (Uhlbach) e in quella di Altenberg (Untertürkheim).

Altri vigneti di qualità sono: 
- Il vigneto Bauer (14 ettari), Bad Cannstatt
- Wein- und Sektgut Christel Currle (8,5 ettari), Uhlbach
- Il vigneto Diehl (5,4 ettari), Rotenberg
- Il vigneto Peter Mayer Jägerhof (3,3 ettari), Burgholzhof
- Il vigneto Gerhard Schwarz (2,5 ha), Untertürkheim
- Il vigneto Markus Schwarz (8,6 ha), Untertürkheim
- Il vigneto Albert und Konrad Zaiß (11 ha), Obertürkheim

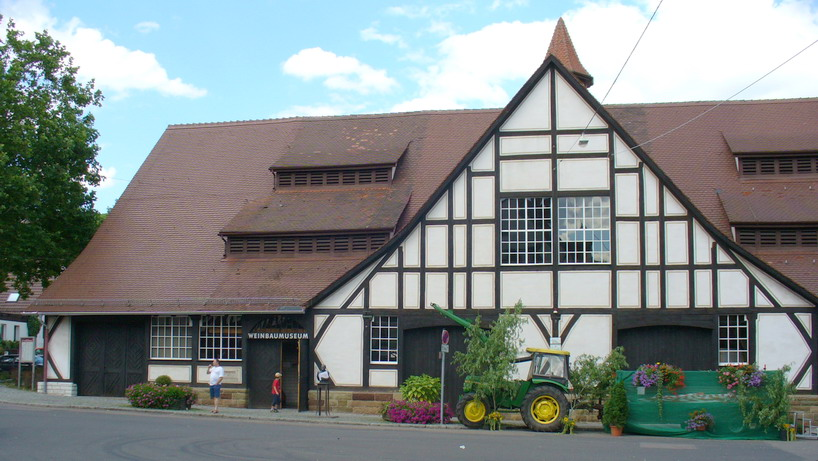
Stuttgart-Uhlbach Weinbaumuseum 2005

### Cantina vinicola urbana
La cantina vinicola della città di Stoccarda esiste dal 1949. In precedenza la rendita dei vigneti urbani veniva messa all’asta. La cantina si trova in un ex rifugio antiaereo a Bad Cannstatt. La tenuta si estende su 17,4 ettari nella Stuttgarter Monchhalde, nel Cannstatter Berg e nel Cannstatter Zuckerle. La città contribuisce alla conservazione di questi monumenti culturali occupandosi complessivamente di 4,9 ettari di vigneti terrazzati. Negli ultimi anni i vini sono migliorati in modo significativo dal punto di vista della qualità. 
Nel 2007, tramite la vendita di 124.000 litri di vino si è raggiunto un fatturato di soli €700.000, cosa che ha causato alla cantina la chiusura del bilancio in rosso. La soluzione è stata trovata da un esperto assunto dalla città, che propose la privatizzazione o locazione dei beni. Una decisione doveva essere presa entro la fine del 2008. 
Nell’aprile del 2009 il comitato cittadino per l’economia e per gli alloggi (Ausschuss für Wirtschaft und Wohnen) approvò una bonifica dei torchi pubblici. Oltre alla viticoltura la città gestisce anche il museo della viticoltura di Stoccarda, situato nell’antica cantina sociale di Uhlbach. 

## Storia
Probabilmente le radici dei vigneti risalgono all’epoca dei romani. Il primo riferimento storico risale all’anno 708 e dimostra che l’Abbazia di San Gallo possedeva i vigneti di Cannstatt. Nel X secolo, nella valle del Neckar, iniziarono ad essere impiegati i terrazzamenti a muro. Dall'XI secolo, nel territorio interno alla città, si iniziarono a coltivare vigneti con più sicurezza e consapevolezza, questo in seguito alla donazione di un vigneto di Stoccarda all’Abbazia Blaubeuren, come testimonia un documento del 1108.
Si presume che il più antico vigneto di Stoccarda si trovi nei pressi del vecchio castello. 
Le zone di Mönchhalde e di Kriegsberg vennero documentate per la prima volta rispettivamente nel 1229 e nel 1259. Dal XIII secolo è stata registrata la qualità della vendemmia. Nel 1400 è stata emanata una normativa per i vinicoltori, che doveva porre fine all’imitazione di vini. All’inizio del XVI secolo nacque la cooperazione dei viticoltori di Stoccarda. 
Nel 1456, al fine di evitare le frequenti controversie riguardanti i prezzi del vino, venne ordinato che dopo la vendemmia bisognasse stabilire il valore del vino. A tal fine è stata istituita una commissione composta da due membri del consiglio, da un sub-acquirente e da 4 viticoltori. Questi sette proponevano prezzi ai viticoltori. Nonostante la regolamentazione, i prezzi subirono oscillazioni molto forti. Nel XVI secolo il prezzo a damigiana (293,92 litri) variava da 2 a 10 fiorini. Raccolti scarsi tra il 1585 e il 1589 fecero sì che il prezzo aumentasse fino a 36 fiorini. 
La viticoltura è rimasta per tutto il Medioevo la principale fonte di guadagno di Stoccarda. Nel 1350 già 502 ettari erano stati impiegati per la produzione, nel 1594 addirittura 1200 ettari, dei quali non facevano parte quelli Cannstatt e Untertürkheim. Nel XVI secolo Stoccarda era la più grande città vinicola della Germania dopo Vienna e Würzburg. 
Il vino di Stoccarda è stato in gran parte esportato a est passando per Ulma. 
Nella metà del XVI secolo il duca Cristoforo di Württemberg (Christoph von Württemberg) proibì, anche sotto la minaccia di azione penale, la nascita di nuovi vigneti.
Dopo le devastazioni della guerra dei trent'anni, nel 1648 un quarto della superficie coltivata non venne più utilizzata. 
Per proteggere la viticoltura locale nel 1655 venne proibita l’importazione di vini stranieri e nel 1667 venne vietata la produzione di birra. Nel 1710 questo divieto venne esteso a tutto il Baden Württemberg. 
I provvedimenti ai fini di garantire la qualità risalgono all’età moderna: il primo, il cosiddetto ordinamento d’autunno, risale al 1595 e regolava l’inizio della vendemmia e il funzionamento dei torchi.
Un altro ordinamento autunnale, risalente all’anno 1607, consigliava ai viticoltori di ampliare la gamma di viti coltivate. Allora venivano coltivati Klevner, Sylvaner, Grüner Veltliner, Gutedel, Traminer aromatico e Moscato. Fino alla metà del XVIII secolo prelevavano i vini bianchi (circa l’80% dei vini prodotti). Fino al XVIII secolo le vigne venivano coltivate secondo i metodi feudali. 
Il significato della viticoltura per la città di Stoccarda perse valore con l’industrializzazione e con il conseguente dislocamento delle vigne. 
Nella prima metà del XIX secolo 400 famiglie di viticoltori coltivavano quasi un terzo del territorio della vecchia Stoccarda e nel 1895 appena il 15% (400 ettari). La superficie coltivata della città crebbe nuovamente fino a 750 ettari grazie all’annessione di nuovi terreni, ciononostante molti vigneti sono stati vittime della crescita industriale. A metà del XIX secolo nella vecchia Stoccarda venivano utilizzati soltanto 6 torchi, mentre all’inizio del XVIII secolo erano ancora 27. Questi torchi si possono trovare al “Fruchtkasten” sulla Schillerplatz, che oggi funziona come museo per antichi strumenti musicali. 
La seguente tabella mostra la diminuzione delle superfici coltivate a vigne: :
| Distretti         | Superficie coltivata (ettari) 1850 | Superficie coltivata (ettari) 2006 |
| ----------------- | ---------------------------------- | ---------------------------------- |
| Vecchia Stoccarda | 750                                | 10                                 |
| Degerloch         | 23                                 | 3,5                                |
| Feuerbach         | 140                                | 15                                 |
| Hedelfingen       | 92                                 | 16                                 |
| Rohracker         | 66                                 | 12                                 |
| Wangen            | 112                                | 2                                  |
| Zuffenhausen      | 50                                 | 10                                 |

L’ultima notevole opera fu la ricomposizione fondiaria, che si verificò dagli anni ‘60 del ‘900. I muri a secco nell’alta e nella bassa Türkheim, nel Hedelfingen, nel Rotenberg e a Uhlbach presentano dei terrazzamenti, che sono resi accessibili attraverso strade asfaltate. 110 ettari occupano ancora oggi il territorio di origine. I vigneti a rischio di crollo sono stati restaurati a partire dal 1990. 
Dal XIX secolo i viticoltori costituivano un importante fattore politico, per lo più conservativo. Nel 1848 infatti misero fine a una manifestazione di democratici usando dei bastoni. 
La minoranza repubblicana tra i viticoltori formò nel 1863 il Winzerklubb (club dei viticoltori) e già nel 1904 si unirono nel „Stuttgarter Winzerbund“ (confederazione dei viticoltori). La prima cantina sociale è nata nel 1887 nella bassa Türkheim. Altre cooperative furono fondate nel 1918 nell’alta Türkheim, nel 1923 nel Cannstatt e nel 1936 nel Rotenberg. Dopo la Seconda guerra mondiale, le 45 cooperative si unirono insieme nella cooperativa centrale dei viticoltori del Württemberg (Landeszentralgenossenschaft württembergischer Weingärtnergenossenschaften), con sede nella bassa Türkheim. Successivamente si rinominò Württembergische Weingärtnerzentralgenossenschaft e nel 1968 spostò la sua sede a Möglingen. Anche se oggigiorno la viticoltura non gioca più un ruolo importante all’interno dell’economia della città, i viticoltori hanno comunque una rilevanza politica: 2 dei 60 consiglieri comunali sono viticoltori di professione.

## Fonti
1. Landwirtschaftlich genutzte Fläche in Stuttgart – Statistisches Landesamt
2. Daten und Fakten zum Weinland Württemberg
3. Globalstrahlung in der Bundesrepublik Deutschland 2003
4. Monika Spiegel: Weingut wieder in der Diskussion. In: Amtsblatt Stuttgart, Nr. 15 vom 10. April 2008, S. 6
5. Monika Spiegel: Nicht den Blick verstellen. In: Amtsblatt Stuttgart, Nr. 17 vom 24. April 2008, S. 6
6. Monika Spiegel: Bis zur Weinlese muss alles fertig sein. In: Amtsblatt Stuttgart, Nr. 18 vom 30. April 2009, S. 6
7. Text der Württembergischen Herbstordnung von 1607 auf der Homepage von Eberhard Fritz unter dem Link "Weinbau in Württemberg".

## Letteratura
- Gunter Link: Stuttgart und sein Wein. Silberburg Verlag, Tübingen/Stuttgart 1993, ISBN 3-87407-145-6
- Hans Ambrosi, Bernhard Breuer: Deutsche Vinothek – Württemberg. Busse + Seewald, Herford 1996, ISBN 3-512-03044-0
- Hans Schleuning (Hrsg.): Stuttgart-Handbuch. Konrad Theiss Verlag, Stuttgart 1985, ISBN 3-8062-0376-8
- Ulrike Maushake, Martin Nied: Württemberger Weinstraße – Menschen, Traditionen, Landschaften, Brackenheim 2006, ISBN 978-3-935474-04-7
- Stuttgart-Marketing GmbH (Hrsg.): Die Stuttgarter Weine. Stuttgart 2008